# Шестимирський
Шестими́рський (рос. Шестимирский) — селище у складі Октябрського району Оренбурзької області, Росія.

## Населення
Населення — 47 осіб (2010; 113 у 2002).
Національний склад (станом на 2002 рік):
- казахи — 51 %
- росіяни — 34 %